# あなただけ見つめてる
「あなただけ見つめてる」（あなただけみつめてる）は、1993年12月10日にリリースされた大黒摩季の6thシングル。CDコードはBGDH-1019。テレビアニメ『SLAM DUNK』の初代エンディングテーマであり、自身2度目のミリオンセラーを達成した。

## 解説
ビーイング直営のレコード会社B-Gram RECORDSへ移籍後、第1弾となるシングル。
テレビ朝日系アニメ『SLAM DUNK』の初代エンディングテーマで、大黒にとっては初のアニメタイアップだった。藤井フミヤ「TRUE LOVE」と広瀬香美「ロマンスの神様」に阻まれて最高位2位に留まるも、発売から3ヶ月ほどでミリオンセラーを達成し、「ら・ら・ら」に次ぐ自身2番目の売り上げを記録。また、『SLAM DUNK』の主題歌の中では、WANDSの「世界が終るまでは…」、ZARDの「マイ フレンド」等を抑え、最大のセールスである。

## 収録内容
| 全作詞・作曲: 大黒摩季、全編曲: 葉山たけし。 |                                                  |          |            |      |
| #                                            | タイトル                                         | 作詞     | 作曲・編曲 | 時間 |
| 1.                                           | 「あなただけ見つめてる」                         | 大黒摩季 | 大黒摩季   | 4:45 |
| 2.                                           | 「GLORIA」                                       | 大黒摩季 | 大黒摩季   | 4:52 |
| 3.                                           | 「あなただけ見つめてる（オリジナル・カラオケ）」 | 大黒摩季 | 大黒摩季   | 4:45 |
| 4.                                           | 「GLORIA（オリジナル・カラオケ）」               | 大黒摩季 | 大黒摩季   | 4:52 |
| 合計時間:                                    | 合計時間:                                        | 19:12    |            |      |

## 楽曲解説
1. あなただけ見つめてる　
恋人に合わせるあまり自分らしさを見失ってゆく女性を描いたブラックなラブソングである。歌詞のモデルは大黒の友人[1]。タイアップしたアニメの内容とは特に関係はない。大黒摩季は作詞時に原作を読み終えておらず、結果として内容にそぐわない歌詞になってしまったことを後悔する旨の発言をしている[2]。
1番の歌詞に「サッカー」という単語が出てくるが（93年当時Jリーグが開幕し、サッカーブームだった）、タイアップ先の『SLAM DUNK』は、バスケットボールを題材としたアニメであるため、エンディングで流す際に「サッカー」という単語を出すわけにはいかず、1番と2番の歌詞を混合して流された。また、「お料理もガンバってる」（元の歌詞は「お料理もガンバるから」）という歌詞はCDなど市販されている音源には存在しないものである。最後の「行けっっ!! 夢見る 夢無し女!!」も、「行けっっ!! 夢無し女!!」と短縮されている。歌詞の1番には他に、「ポケベル持ったわ」というフレーズがあるが、近年のライブでは携帯電話の普及を受けて「ケータイ持ったわ」と変えて歌われることもある。
ライターの速水健朗は、この楽曲と「男性優位な家長制度を礼賛している」と批判を受けた平松愛理の「部屋とYシャツと私」（本作の前年に発売）を比較した感想を述べている[3]。
2. GLORIA
今までどのアルバムにも未収録だったが、2016年に発売されたオールタイム・ベストアルバム『Greatest Hits 1991-2016 〜All Singles +〜』内の【BIG盤】にて初収録となった。
3. GLORIA （オリジナル・カラオケ）
このシングル以降、カップリング曲のオリジナル・カラオケも収録されるようになる。

## 収録アルバム
あなただけ見つめてる
- 永遠の夢に向かって
- BACK BEATs #1
- MAKI OHGURO BEST OF BEST〜All Singles Collection〜
- LUXURY 22-24pm

セルフカバーバージョン。
- Greatest Hits 1991-2016 〜All Singles +〜
- スラムダンク テーマソング集
- THE BEST OF TV ANIMATION SLAM DUNK〜Single Collection〜
- キミが好きだと叫びたい 〜Love & Yell〜
- Greatest Hits 1991-2016 〜All Singles +〜

GROLIA
- Greatest Hits 1991-2016 〜All Singles +〜（【BIG盤】のみ）